# Olivbartvogel
Der Olivbartvogel (Cryptolybia olivacea, Synonym: Stactolaema olivacea) ist eine Vogelart aus der Familie der Afrikanischen Bartvögel. Die Art kommt in Ostafrika südlich des Äquators vor. Es werden mehrere Unterarten unterschieden. Die IUCN stuft den Olivbartvogel als nicht gefährdet (least concern) ein. 

## Erscheinungsbild
Die Männchen der Nominatform erreichen eine Flügellänge von 8,3 bis 9,4 Zentimetern. Die Schwanzlänge beträgt zwischen 4,4 und 5,1 Zentimeter. Der Schnabel wird zwischen 1,7 und 1,9 Zentimetern lang. Weibchen haben ähnliche Körpermaße. Wie bei allen Stactolaema-Arten besteht kein auffälliger Sexualdimorphismus.
Männchen und Weibchen haben eine schwarzbraune Stirn, die Federn der Kopfseiten sind grauschwarz mit grünen Spitzen, die Nacken- und Kehlseiten sind olivfarben. Die Körperoberseite ist gelblich-grün. Die Steuerfedern sind auf der Oberseite gelbgrün, die Federspitzen und die Federsäume sind schwarzbraun, die Federbasis ist grundsätzlich etwas heller und die Federschäfte matt schwarz. Auf der Unterseite sind die Steuerfedern matt gelblich-grün, die Federschäfte blass gelblich. 
Das Kinn ist schwarz bis braun, die Kehle ist olivgrau, die Körperunterseite ist von der Brust bis zum Bauch olivgräulich. Die Körperseiten bis zu den Flanken und den Unterschwanzdecken sind etwas blasser gelblich-grün. Der Schnabel ist matt schwarz, die unbefiederte Haut rund um die Augen ist matt schwarz, die Augen sind braun. Die Beine und Füße sind schwarz. Jungvögel ähneln den adulten Vögeln, haben aber ein insgesamt matteres Gefieder mit weniger ausgeprägten Gelbtönen.
Es bestehen im Verbreitungsgebiet kaum Verwechslungsmöglichkeiten mit anderen Arten: Lediglich der Schlichtbartvogel aus der Gattung der Zwergbärtlinge hat ein vergleichbar grünes Gefieder. Diese Art hat aber einen kleineren Schnabel, ist deutlich aktiver und kommt überwiegend im Unterholz vor. Der Gesang der beiden Arten unterscheidet sich außerdem stark.

## Verbreitungsgebiet
Das Verbreitungsgebiet des Olivbartvogels ist disjunkt. Er kommt in Kenia, Tansania, Malawi, im Westen Mozambiks und in der südafrikanischen Provinz Natal vor. In Kenia und Natal kommt er auf Meeresniveau vor, in anderen Regionen seines Verbreitungsgebietes lebt er auf Hochplateaus bis in Höhen von maximal 2000 Metern. In den Bergwäldern des Udzungwa-Mountains-Nationalparks, die sich bis auf 2400 Höhenmeter erstrecken, wurde der Olivbartvogel bisher nicht oberhalb von 1870 Metern beobachtet. Sein Lebensraum sind feuchte bis trockene Wälder. In seinem Lebensraum kommen neben dem Schlichtbartvogel der Weißohr-Bartvogel und der Halsband-Bartvogel vor, die teilweise in Konkurrenz mit dieser Art stehen und einen Einfluss auf die lokale Verbreitung des Olivbartvogels haben.

## Lebensweise
Der Olivbartvogel ist ein sozial lebender Vogel, der in Gruppen von bis zu acht Individuen vorkommt. Das Nahrungsspektrum besteht aus Früchten und Insekten. Unverdauliche Kerne und Insektenbestandteile werden wieder hochgewürgt und ausgespuckt. 
Von den Olivbartvogel-Trupps wird ein Territorium mit unscharfen Grenzen verteidigt. Die Territorien können zwischen 20 und 25 Hektar umfassen. Olivbartvögel sind Höhlenbrütern, die ihre Nisthöhle in totes Holz hacken. Die Nisthöhle ist bis zu 60 Zentimeter tief und wird von allen adulten Vögeln eines Verbandes als Rastplatz genutzt. Während der Fortpflanzungszeit hält sich grundsätzlich ein Mitglied des Trupps in der Nähe der Nisthöhle auf und verteidigt diese gegen Nistplatzkonkurrenten oder Brutparasiten wie den Kleinen Honiganzeiger und den Schwarzkehl-Honiganzeiger.
Die Fortpflanzungszeit variiert abhängig von der geographischen Breite. Das Gelege besteht aus drei bis sechs Eiern. Diese haben eine weiße, glatte Schale. Es ist bislang nicht belegt, ob die Helfervögel eines Trupps auch an der Brut beteiligt sind. Die Brutzeit ist unbekannt, die Nestlingszeit beträgt etwa 30 Tage. Die Nestlinge werden zunächst ausschließlich mit Insekten, später auch mit Früchten gefüttert.

## Belege